# Proacidalia fortunata
Proacidalia fortunata är en fjärilsart som beskrevs av Oliver Erichson Janson 1877. Proacidalia fortunata ingår i släktet Proacidalia och familjen praktfjärilar. Inga underarter finns listade i Catalogue of Life.